# Hummersölandet
Hummersölandet med Flisö, Hummersö, Bråttö och Kallsö. är en ö på Åland (Finland). Den ligger i Skärgårdshavet och i kommunen Föglö i landskapet Åland, i den sydvästra delen av landet. Ön ligger omkring 19 kilometer öster om Mariehamn och omkring 250 kilometer väster om Helsingfors. Hummersölandet ligger söder om huvudön Degerö och väster om Kyrklandet dit det också finns vägförbindelse över det mycket smala Norrhålet.
Öns area är 17,33 kvadratkilometer och dess största längd är 6,9 kilometer i öst-västlig riktning.

## Delöar och uddar
- Bäckö 59°59′26″N 20°21′50″Ö / 59.99057°N 20.36399°Ö
- Bockholm 59°58′55″N 20°22′22″Ö / 59.98191°N 20.37286°Ö
- Haguddarna 60°01′14″N 20°21′04″Ö / 60.02054°N 20.35119°Ö (udde)
- Rönnäs 60°01′05″N 20°21′24″Ö / 60.01807°N 20.3566°Ö (udde)
- Gisselö 60°00′54″N 20°22′47″Ö / 60.01501°N 20.37977°Ö
- Läringsnäs 60°00′52″N 20°21′42″Ö / 60.01441°N 20.36162°Ö (udde)
- Skagsuddarna 60°00′20″N 20°19′40″Ö / 60.00566°N 20.32788°Ö (udde)
- Orrholm 60°00′05″N 20°19′01″Ö / 60.00144°N 20.31695°Ö (udde)
- Furunäs 59°59′28″N 20°19′26″Ö / 59.99118°N 20.32385°Ö (udde)
- Langnäs 59°59′21″N 20°24′36″Ö / 59.98915°N 20.41005°Ö (udde)
- Vårholm 59°59′00″N 20°24′36″Ö / 59.98339°N 20.41013°Ö
- Fostringholm 60°00′06″N 20°24′08″Ö / 60.00164°N 20.40215°Ö (udde)
- Lökkil 60°00′01″N 20°19′34″Ö / 60.00028°N 20.32601°Ö (udde)
- Getingsnäs 59°59′53″N 20°21′30″Ö / 59.99812°N 20.35838°Ö (udde)
- Verkholma 59°59′38″N 20°24′46″Ö / 59.99381°N 20.41274°Ö (udde)
- Granhamn 59°59′27″N 20°18′07″Ö / 59.9909°N 20.30201°Ö (udde)
- Lågerklobb 59°59′18″N 20°20′19″Ö / 59.98831°N 20.33865°Ö
- Killingholmarna 59°59′17″N 20°20′42″Ö / 59.98803°N 20.34502°Ö
- Slätnäs 59°59′14″N 20°17′36″Ö / 59.9871°N 20.29346°Ö (udde)
- Långgrund 59°59′01″N 20°19′55″Ö / 59.98373°N 20.33202°Ö (udde)
- Ljusholmarna 59°58′47″N 20°19′28″Ö / 59.97983°N 20.32455°Ö
- Fiskarskär 59°58′42″N 20°19′18″Ö / 59.97831°N 20.32166°Ö
- Stenudden 60°01′07″N 20°20′26″Ö / 60.0186°N 20.34065°Ö (udde)
- Barnholm 60°00′47″N 20°22′29″Ö / 60.01295°N 20.37461°Ö (udde)
- Smedsgrundet 60°00′44″N 20°22′13″Ö / 60.01226°N 20.37034°Ö (udde)
- Grännäs 59°59′39″N 20°21′41″Ö / 59.99416°N 20.36133°Ö (udde)
- Nabben 59°59′17″N 20°19′42″Ö / 59.988°N 20.32827°Ö (udde)
- Riltdals holmen 59°58′53″N 20°18′29″Ö / 59.98148°N 20.30809°Ö (udde)